# 溴乙酸甲酯
溴乙酸甲酯是一种有机化合物，化学式为C3H5BrO2。它可由溴乙酸和甲醇的酯化反应制得。它和三苯基膦反应，可以得到甲氧羰甲基三苯基溴化𬭸。